# 카메라타
카메라타(Florentine Camerata)는 16세기 말에 고대 그리스 연극의 음악을 본따 피렌체의 바르디가(家)에 모인 작곡가, 시인, 학자, 예술 애호가들의 모임을 말한다.
모인 사람들 중에는 천문학자인 갈릴레이의 아버지 V.갈릴레이, 시인인 O.리누치니, 작곡가 페리, 카발리에리, 카치니 등이 있었다.
그들은 음악보다 말을 중시해서 말과 멜로디의 완전일치, 말은 올바르고 자연스런 억양으로 노래부른다는 등의 이상을 표현하는, 알맞은 기법으로 모노디를 주로 사용하였다.
카메라타집단은 오락적인 성격이 강하고 내용의 통일성도 없는 기존의 종합공연예술을 비난하며 깊이있고 통일성을 가진 내용의 종합공연예술을 만들고자 하였다.
구체적 목표는 그리스 비극을 재현하는 것이었는데, 이로 인해 오페라가 탄생했다.